# Lucilla (1980)
Lucilla ist ein zweiteiliger deutscher Fernsehfilm aus dem Jahr 1980. Literarische Vorlage ist der gleichnamige Roman von Wilkie Collins (englischer Originaltitel: Poor Miss Finch) von 1872. Es ist der letzte der sogenannten Plüschkrimis, einer vom WDR in den 1970er Jahren produzierten Reihe von Krimi-Mehrteilern.

## Handlung

### Erster Teil
Die verwitwete Madame Pratolungo zieht in das kleine Dorf Dimchurch in Norfolk. Sie wird vom kinderreichen Pfarrer des Dorfes angestellt, um dessen ältester Tochter Lucilla, die seit ihrer Kindheit blind ist, Gesellschaft zu leisten. Lucilla lernt auf Spaziergängen Oscar Dubourg kennen, einen Herrn, der sich vor Kurzem allein in dem Dorf niedergelassen hat. Madame Pratolungo findet heraus, dass dieser seinen Nachnamen geändert hat, weil er in einem Raubmord-Prozess angeklagt war und sein echter Name durch die Presse ging. Er hat es seinem Zwillingsbruder Larry zu verdanken, dass seine Unschuld bewiesen werden konnte.
Oscar und Lucilla verlieben sich, und da Oscar viel Geld geerbt hat, stimmt Lucillas Vater einer Hochzeit zu. Kurz vor der Verlobung wird Oscar aber in seinem Haus überfallen und schwer am Kopf verletzt. Als Folge der Verletzung leidet er seitdem unter epileptischen Anfällen. Dagegen unterzieht er sich bei einem Spezialisten einer Behandlung mit Silbernitrat. Eine Nebenwirkung ist allerdings, dass seine ganze Haut schwarzblau verfärbt ist. Er fühlt sich entstellt und veranlasst, dass seiner blinden Verlobten vorerst niemand davon erzählen darf.
Lucilla bittet ihn darum, die Hochzeit noch etwas aufzuschieben. Sie hat nämlich den Augenarzt Dr. Grosse ausfindig gemacht, der ihre Augen operieren und ihr das Augenlicht wiedergeben kann. Damit wollte sie Oscar überraschen. Oscar gerät somit unter Zeitdruck, traut sich aber immer noch nicht, Lucilla von seinem Zustand zu erzählen, obwohl Madame Pratolungo ihn zur Ehrlichkeit drängt.
Da kommt Oscars Zwillingsbruder Larry zu Besuch. Äußerlich gleicht er Oscar, charakterlich unterscheiden sich beide: Oscar ist eher schüchtern und unsicher, Larry lebhafter und etwas angeberisch. Lucilla ist er eher unsympathisch. Zunächst macht sich Lucilla Sorgen, beide zu verwechseln. Jede Berührung ihres geliebten Oscar löst bei ihr jedoch eine Erregung aus, durch die sie ihn sofort von Larry unterscheiden kann.
Als Oscar sich endlich entschließt, mit Lucilla über sein Äußeres zu reden, spricht er zunächst allgemein über die Möglichkeit solcher Entstellungen. Lucilla vermutet sofort, er rede über Larry. Oscar bringt es nicht über sich, das Bild, was Lucilla sich von ihm gemacht hat, zu zerstören, und lässt sie in dem Glauben, dass nicht er, sondern Larry entstellt sei.

### Zweiter Teil
Lucilla wird operiert, muss aber noch eine Augenbinde tragen. Kurz darauf reist Larry ab, und Oscar erkennt, dass Lucilla gegenüber Larry wegen dessen angeblicher Entstellung keine Abscheu, sondern nur Mitleid empfindet. Er beschließt, wenn Lucilla die Augenbinde ablegen darf, selbst so zu tun, als wäre er Larry, und Oscars Abwesenheit mit einer Nachuntersuchung bei dem Epilepsie-Arzt zu begründen. Wenn sich Lucilla dann an seinen Anblick gewöhnt haben wird, will er zugeben, selbst Oscar zu sein.
Dieser Plan scheitert jedoch daran, dass Larry am Tag der geplanten Abnahme der Augenbinde zurückkehrt. Der Arzt verordnet, dass keiner der beiden Männer dabei sein darf, da für Lucilla jede emotionale Aufwallung zu vermeiden sei; zu große Aufregung könnte gefährlich sein oder sie sogar wieder blind machen. Er nimmt ihr die Binde ab, sie rennt aus dem Zimmer und läuft direkt Larry in die Arme, den sie für Oscar hält.
Larry gibt gegenüber Madame Pratolungo zu, sich ebenfalls in Lucilla verliebt zu haben. Er habe dies auch Oscar gesagt, der daraufhin abgereist sei und Lucilla quasi seinem Bruder überlassen habe. Außer Lucilla wissen alle Bescheid, dass Larry den Platz ihres Verlobten Oscar eingenommen hat, aber niemand sagt es ihr, um ihr Aufregung zu ersparen und die Heilung nicht zu gefährden. Madame Pratolungo will diesen Zustand jedoch nicht hinnehmen. Sie erzählt Lucilla, dass auch Larry in sie verliebt ist, und dass Oscar dies auch wusste.
Larry reist mit Lucilla und Madame Pratolungo in ein Seebad. Lucilla spürt im Umgang mit ihrem Verlobten, dass irgendetwas nicht stimmt, auch ihre Sehkraft verschlechtert sich wieder etwas. Auf Madame Pratolungos Drängen überzeugt Larry auch Oscar, in das Seebad zu kommen, weil Lucilla „Larry“ noch einmal sehen will. Die beiden Brüder treffen sich am Rand einer hohen Klippe am Meer. Larry gibt zu, dass er Lucilla auf keinen Fall freigeben will und sogar bereit ist, Oscar zu töten. Er lenkt Oscar ab, der sich daraufhin umdreht, und schubst ihn die Klippe hinunter. Am Abend geht er, mit Handschuhen und blauer Farbe im Gesicht als Oscar verkleidet, in Lucillas Zimmer, bedrängt sie und will sie offenbar vergewaltigen, um Lucillas Liebe zu Oscar zu zerstören. Als sie ohnmächtig wird, lässt er von ihr ab.
Am nächsten Morgen wollen Lucilla und Larry gerade abreisen, als Oscar in der Tür des Hotels steht – offenbar hat er der Sturz überlebt. Er will seinen Bruder nicht ins Gefängnis bringen und spricht deshalb von einem Unfall, macht aber auch deutlich, dass er ihn nie wiedersehen will. Als Lucilla Oscars blaues Gesicht sieht, flieht sie, bevor er ihr alles erklären kann. Er verfolgt sie durch die Stadt, bis sie ohnmächtig auf die Straße stürzt. Als sie wieder zu sich kommt, ist sie wieder blind und erkennt Oscar an einer Berührung sofort wieder. Gegenüber Dr. Grosse äußert sie später, dass sie ihre Blindheit nun nicht nur akzeptiert, sondern dem Sehen vorzieht: Sie glaubt, nur so kann sie zur Ruhe kommen, Oscar lieben und glücklich werden.
Das dramatische Ende (der Sturz von der Klippe und der Vergewaltigungsversuch) entsprechen, neben einigen anderen Details, nicht der literarischen Vorlage. Zudem wurde der Name eines der Brüder von „Nugent“ in „Larry“ geändert.

## Produktion
Der Film ist eine Produktion des WDR und wurde am 4. und 5. Juni 1980 zum ersten Mal ausgestrahlt. 2011 erschien er, produziert von Studio Hamburg Enterprises, auf DVD.
Regisseur Wilhelm Semmelroth spielt am Anfang des ersten Teils eine kurze, nicht im Abspann genannte Rolle als Zeitungsleser in einem Park, in dessen Zeitung Madame Pratolungo die Stellenanzeige findet.
Die Musik spielte das WDR Sinfonieorchester unter der Leitung von Hans Jönsson, mit dem Pianisten Kurt Herrlinger als Solist.